# The Honorary Title
The Honorary Title је инди рок музичка група из Бруклина, једног од предграђа града Њујорка. Група је свој први албум под називом "Anything Else But the Truth" издала 2004. године, а несто касније овај албум је поново издат, са 5 додатних песама и два додатна спота. Свој други албум под називом "Scream and Light Up the Sky", група је издала 26. августа, 2006. године.

## Чланови
- Џерод Горбел  – вокал, гитара
- Адам Бојд – бубњеви, вокал
- Мајк Шеј - гитара
- Нејт Херолд - бас гитара
- Дастин Доберниг - клавијатуре